# Белмон (Доња Рајна)
Белмон (фр. Belmont) је насељено место у Француској у региону Алзас, у департману Доња Рајна.
По подацима из 2011. године у општини је живело 176 становника, а густина насељености је износила 17,02 становника/km².

## Демографија
| 1962. | 1968. | 1975. | 1982. | 1990. | 2011. |
| ----- | ----- | ----- | ----- | ----- | ----- |
| 156   | 158   | 134   | 125   | 0     | 176   |